# Leccino
Il leccino (o leccio) è una cultivar di olivo. Di origine toscana, ha un'ampia diffusione sul territorio italiano, ma le sue caratteristiche ne hanno facilitato una certa fortuna anche all'estero.

## Caratteristiche

### Generalità
La sua grande resistenza alle avversità principali e la capacità d'adattamento a più terreni, insieme alla buona qualità dell'olio, sono i connotati principali che hanno determinato il suo gran successo e apprezzamento; tuttavia è stata riscontrata una certa sensibilità alla fumaggine. Pianta di taglia medio grande, la chioma è espansa fitta, mentre i rami hanno cime risalenti. Le sono buoni impollinatori Maremmano, Morchiaio, Piangente, Pendolino, Trillo, Maurino e Frantoio.

### Fiori e frutti
L'infiorescenza è piuttosto corta e con fiori in media numerosi e grandi. Aborto dell'ovario è inferiore al 10%.
L'invaiatura è contemporanea e precoce; la maturazione precoce. Le drupe, che spesso si presentano in grappolini di 3-5, hanno bassa resistenza al distacco.

### Produzione
La resa del leccino si attesta tra l'11 e il 15%

### Sequenziamento
Nel 2025 è stato pubblicato per la prima volta il sequenziamento completo del DNA delle varietà Frantoio e Leccino.